# Stinson Aircraft Company

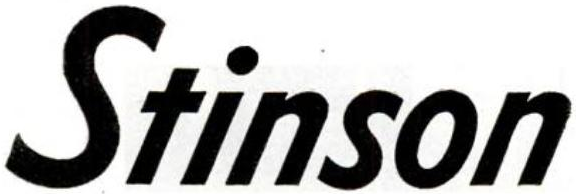
Logo du constructeur en 1945

Stinson Aircraft Company est un constructeur aéronautique actif aux États-Unis des années 1920 jusqu'aux années 1950.

## Historique

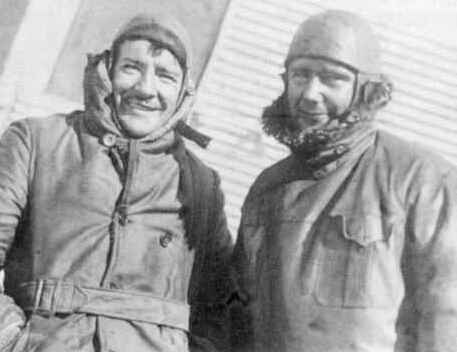
Edward A. Stinson, Jr. et Lloyd W. Bertaud après leur record d'endurance en 1921.

La Stinson Aircraft Company a été fondée en 1920 à Dayton en Ohio par Edward “Eddie” Stinson (en), le frère de l'aviatrice Katherine Stinson. Eddie a appris à voler avec les frères Wright en 1911, et a créé une école de pilotage avec ses sœurs en 1911.
Stinson a produit 121 appareils en 1929. Eddie Stinson meurt dans un accident aérien le 26 janvier 1932 à Chicago à l'âge de 38 ans.
La compagnie aérienne Northwest Airlines (de nos jours Delta Air Lines) vend son premier billet en juillet 1927 pour un vol sur un Stinson SB-1s.
Errett Cord rachète 60 % de la compagnie en septembre 1929, et investit pour permettre la production à des tarifs compétitifs. La compagnie proposait 6 modèles différents en 1930. La compagnie n'a pas survécu très longtemps après la guerre, ayant été absorbée par de plus grandes sociétés : Cord Corporation, puis Aviation Corporation (Avco), Vultee Aircraft et Consolidated Vultee Aircraft Corporation (Convair). Stinson est vendu à Piper Aircraft en 1948.

## Modèles produits

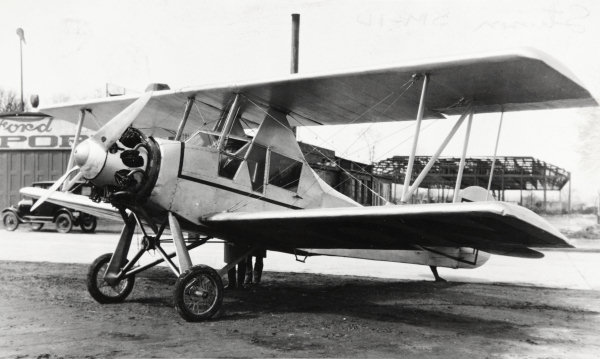
Stinson SB-1 biplan

| Modele                      | Premier vol | Exemplaires | Type                       |
| --------------------------- | ----------- | ----------- | -------------------------- |
| Stinson SB-1 Detroiter (en) | 1926        | 26          | Monomoteur biplan          |
| Stinson SM-1 (en)           | 1927        | 71+         | Monomoteur biplan          |
| Stinson SM-2 (en)           | 1928        | ~27         | Monomoteur monoplan        |
| Stinson SM-3                |             | 1           | Monomoteur monoplan        |
| Stinson SM-4                |             | 1           | Monomoteur monoplan        |
| Stinson SM-5                |             | 1           | Monomoteur monoplan        |
| Stinson SM-6 (en)           |             | 12          | Monomoteur monoplan        |
| Stinson SM-7 (en)           |             | 16          | Monomoteur monoplan        |
| Stinson SM-8 (en)           |             | ~300        | Monomoteur monoplan        |
| Stinson SM-9                |             | 1           | Bimoteur monoplan          |
| Stinson SM-6000             |             | 53 + 24     | Tri-moteur monoplan        |
| Stinson Model W             |             | 5           | Monomoteur monoplan        |
| Stinson Model R (en)        | 1931        | 39          | Monomoteur monoplan        |
| Stinson Model O (en)        | 1933        | 9           | Monomoteur monoplan ouvert |
| Stinson SR                  | 1933        | 1,327       | Monomoteur monoplan        |
| Stinson Model A (en)        | 1934        | 31          | Tri-moteur monoplan        |
| Stinson 105 Voyager         | 1939        | 1,052       | Monomoteur monoplan        |
| Stinson Model 74            | 1940        | 324         | Monomoteur monoplan        |
| Stinson V-76 Sentinel       | 1941        | 3,896+      | Monomoteur monoplan        |
| Stinson 108                 | 1944        | 5,260       | Monomoteur monoplan        |
| Stinson L-13                | 1945        | 2.          | Monomoteur monoplan        |

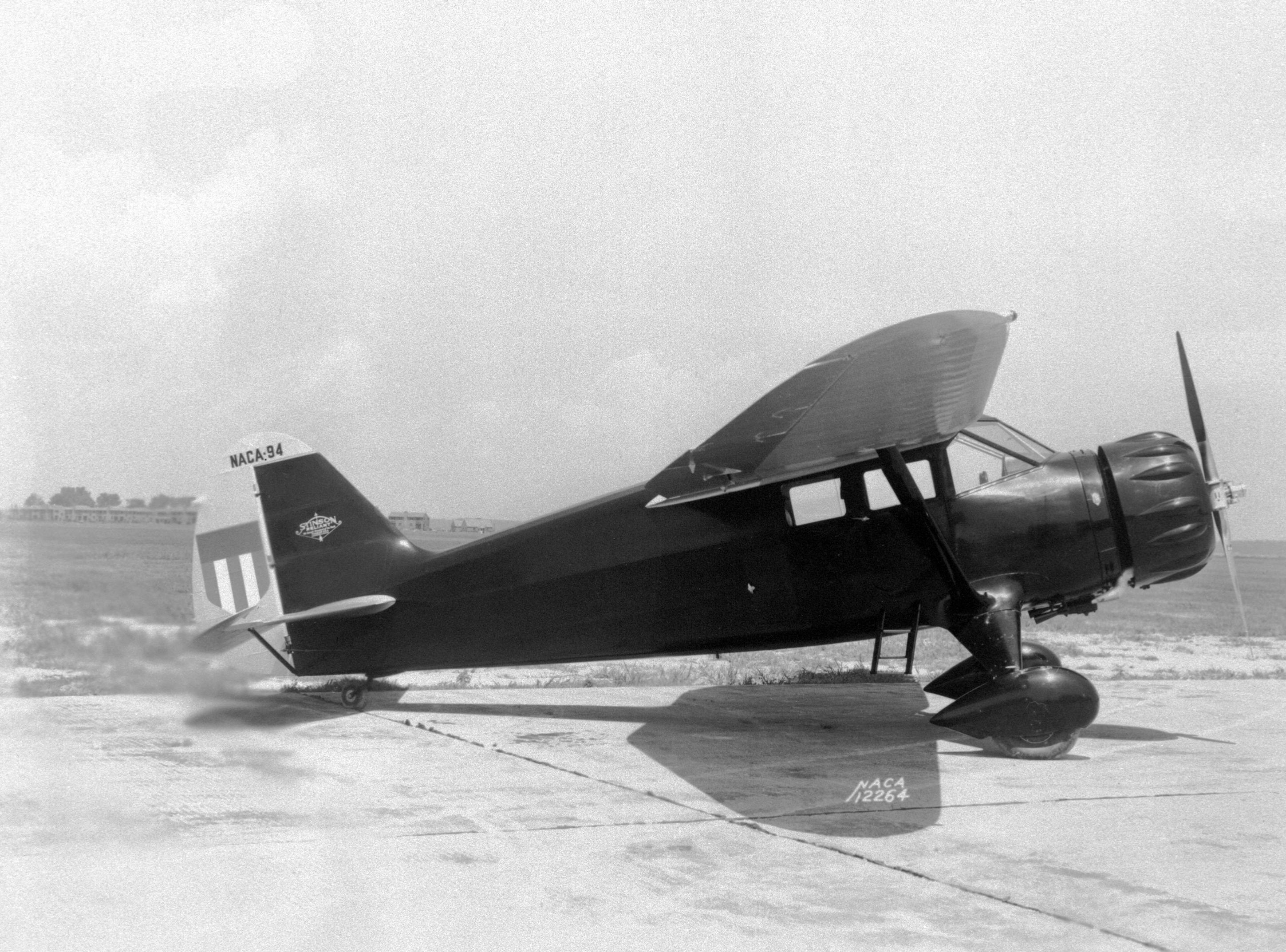
Stinson SR-8E Reliant
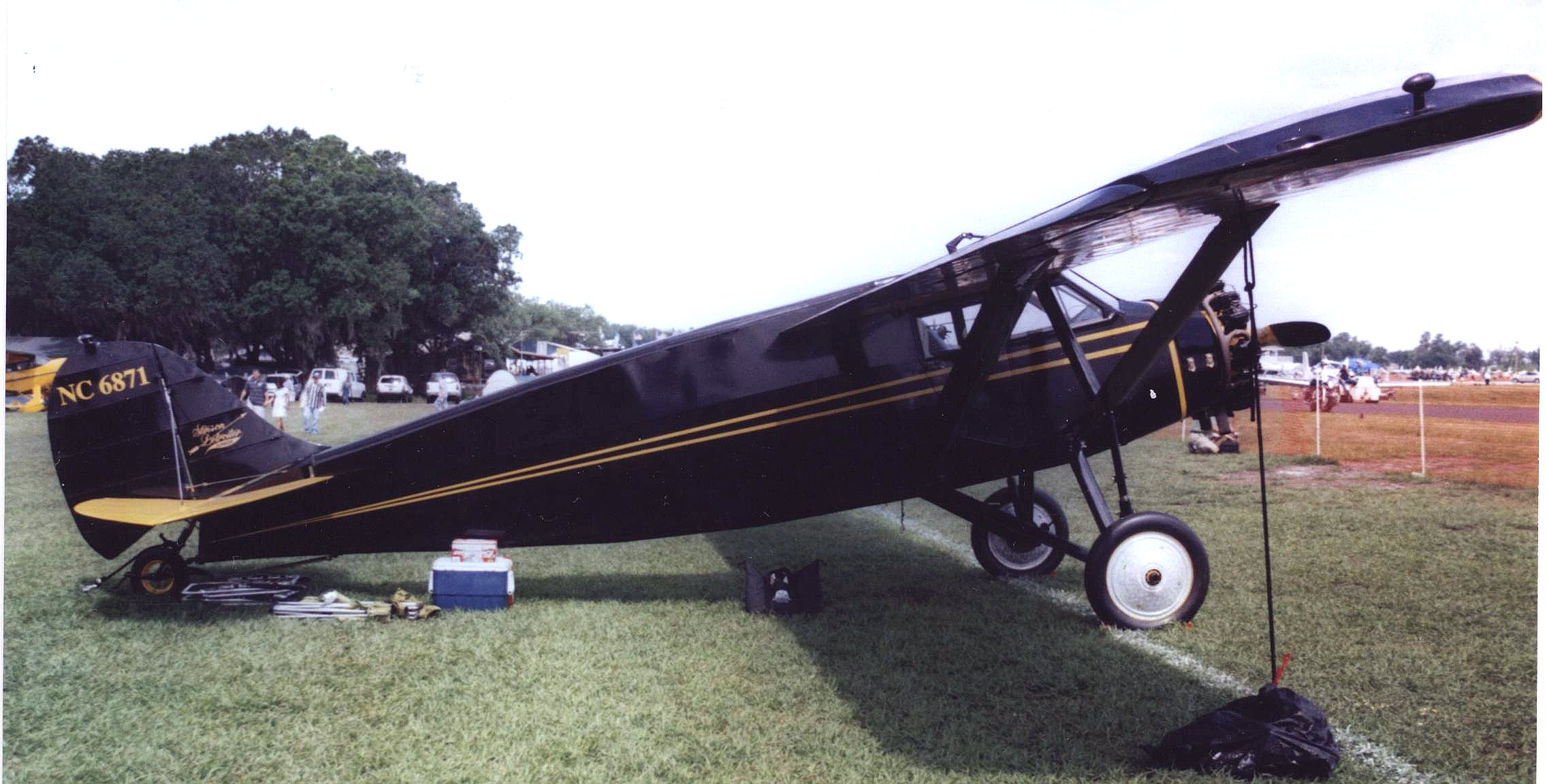
Stinson SM-2 Junior à Lakeland, Floride, en 2007.
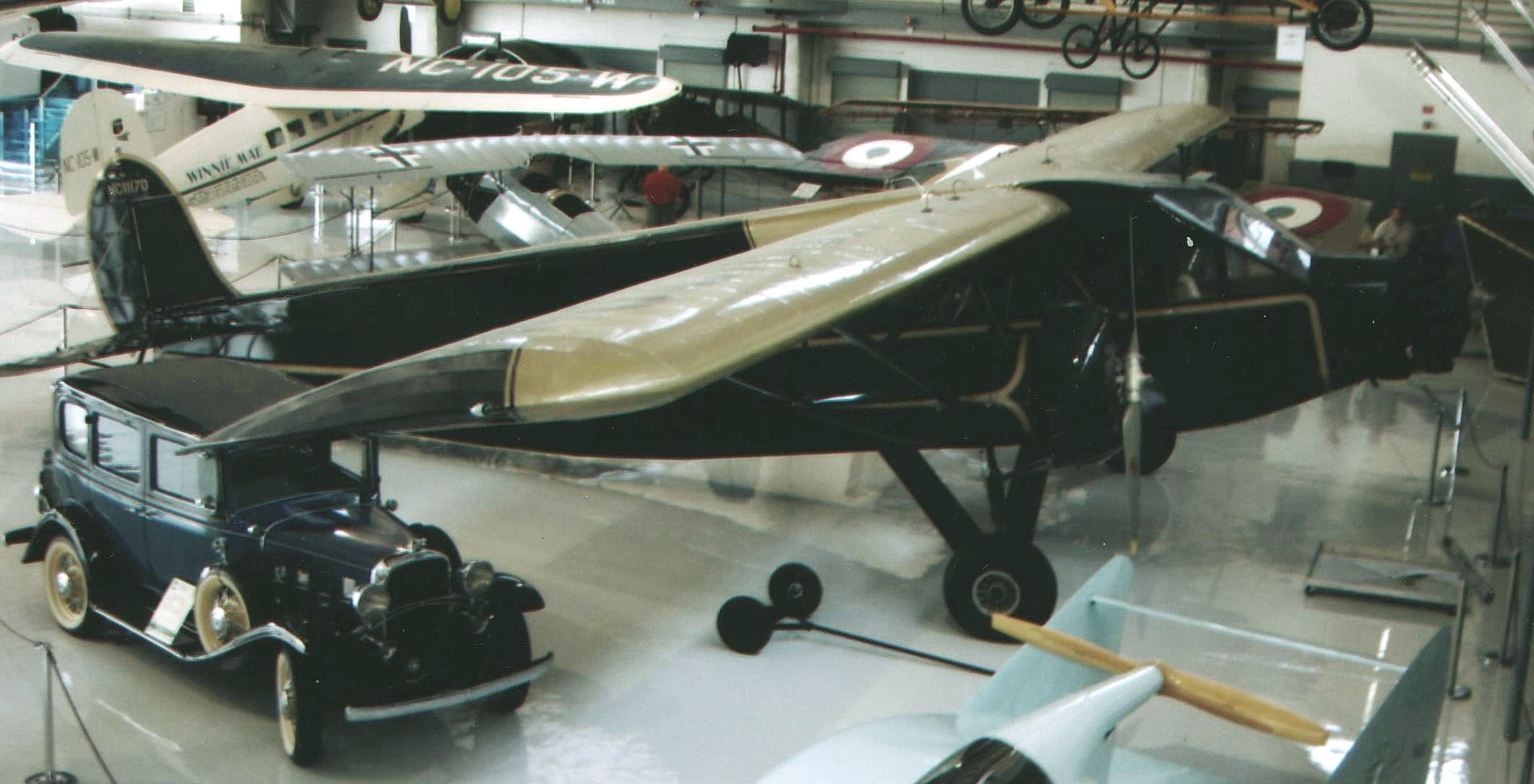
Stinson SM-6000B Airliner trimoteur de 1931 au Weeks Museum, Polk City, Floride.
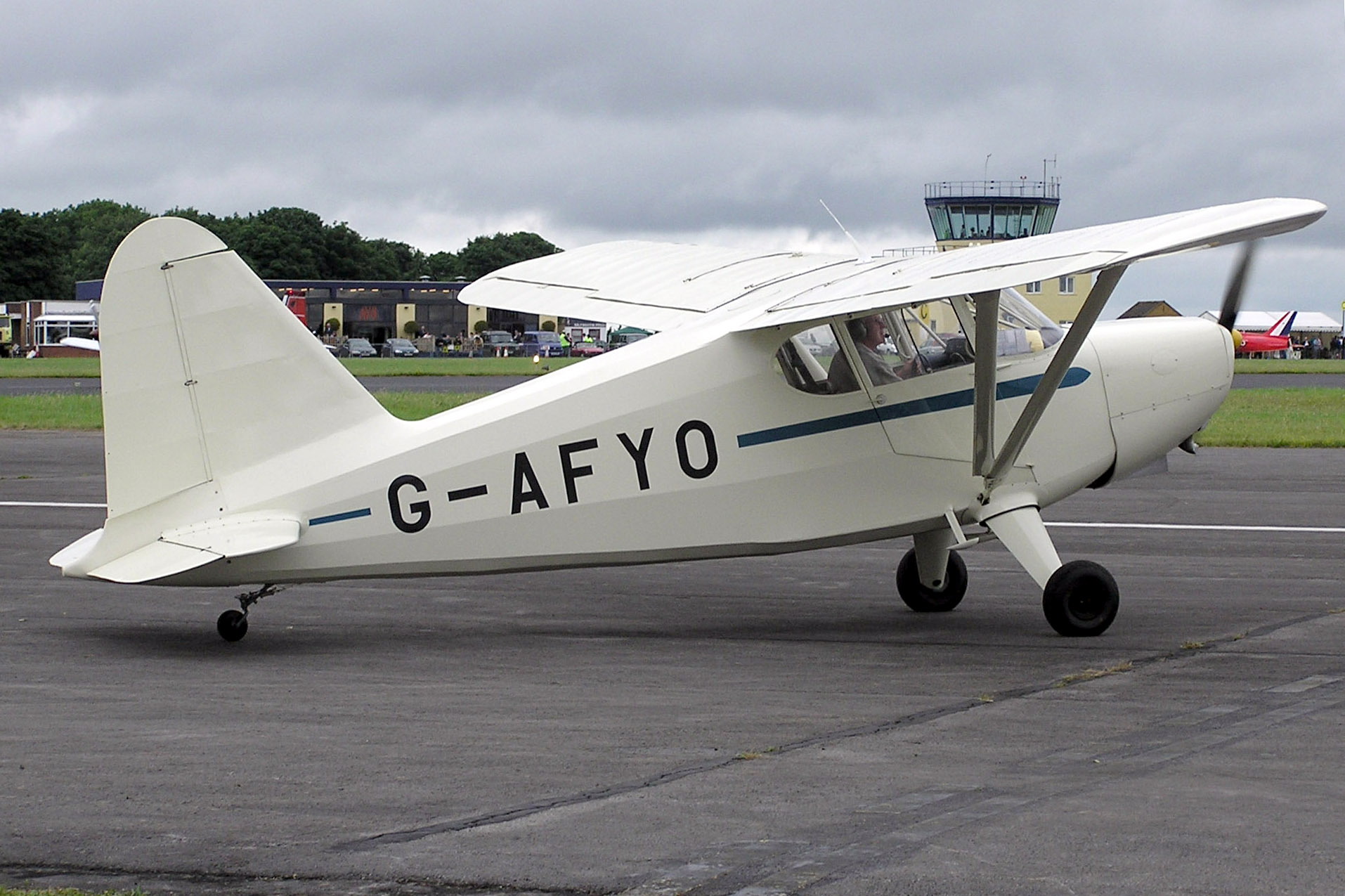
Stinson HW-75. 535 exemplaires produits (275 en 1939 et 260 en 1940).
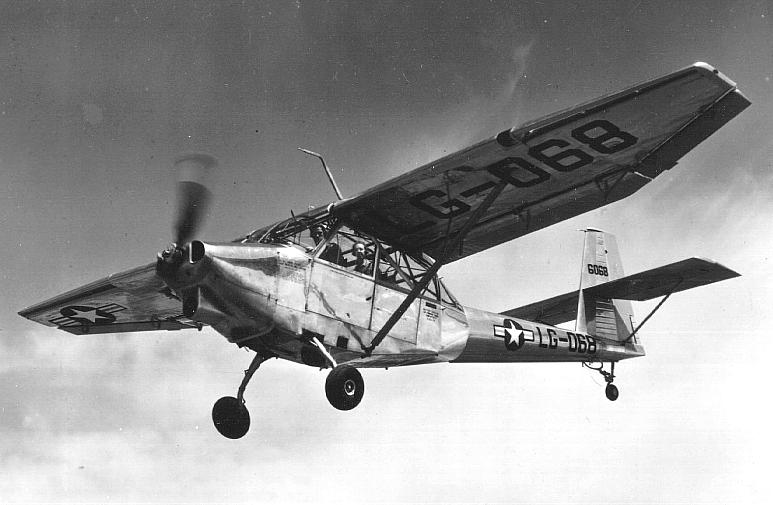
Stinson L-13 (Acme Centaur).
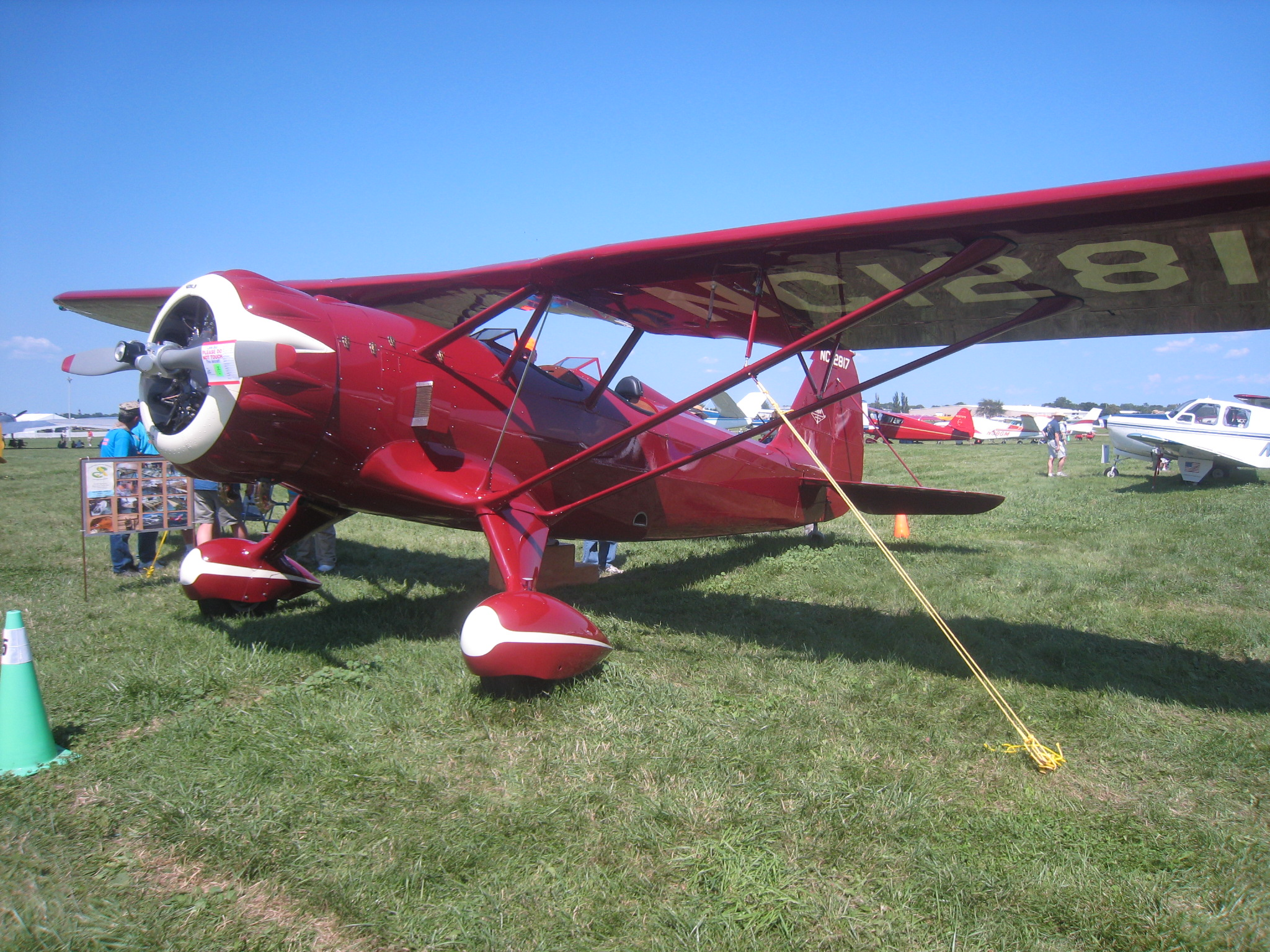
Stinson Model O.